# Wesley Fofana
Wesley Fofana (* 17. prosince 2000 Marseille) je francouzský profesionální fotbalista, který hraje na pozici středního obránce v anglickém klubu Chelsea FC a ve francouzském národním týmu do 21 let.

## Klubová kariéra
Fofana se narodil v Marseille v Bouches-du-Rhône. Je malijského původu.

### Saint-Étienne
Fofana, který nastoupil do akademie Saint-Étienne v roce 2015, podepsal svou první profesionální smlouvu s klubem 15. května 2018. V klubu debutoval 18. května 2019 při ligové výhře 3:0 nad Nice.

### Leicester City
Fofana 2. října 2020 přestoupil do anglického prvoligového klubu Leicester City, kde podepsal pětiletou smlouvu. Poplatek za přestup je odhadován až na 36,5 milionu liber. 21. května 2021 získal Fofana cenu Klubový mladý hráč roku podle fanoušků.

## Osobní život
Fofana je muslim. Dne 26. dubna 2021 bylo utkání proti Crystal Palace přerušeno kvůli půstu během ramadánu a bylo mu umožněno občerstvit se. Utkání bylo po západu slunce krátce zastaveno, aby mohli Fofana a obránce Crystal Palace Cheikhou Kouyaté vypít po celodenním půstu energetický gel.

## Statistiky

### Klubové
K 18. květnu 2021
| Klub           | Sezóna  | Liga           | Liga   | Liga | Národní pohár | Národní pohár | Ligový pohár | Ligový pohár | Evropské poháry | Evropské poháry | Celkem | Celkem |
| Klub           | Sezóna  | Liga           | Zápasy | Góly | Zápasy        | Góly          | Zápasy       | Góly         | Zápasy          | Góly            | Zápasy | Góly   |
| -------------- | ------- | -------------- | ------ | ---- | ------------- | ------------- | ------------ | ------------ | --------------- | --------------- | ------ | ------ |
| Saint-Étienne  | 2018/19 | Ligue 1        | 2      | 0    | 0             | 0             | 0            | 0            | —               | —               | 2      | 0      |
| Saint-Étienne  | 2019/20 | Ligue 1        | 14     | 1    | 6             | 1             | 2            | 0            | 2               | 0               | 24     | 2      |
| Saint-Étienne  | 2020/21 | Ligue 1        | 4      | 0    | —             | —             | —            | —            | —               | —               | 4      | 0      |
| Saint-Étienne  | Celkem  | Celkem         | 20     | 1    | 6             | 1             | 2            | 0            | 2               | 0               | 30     | 2      |
| Leicester City | 2020/21 | Premier League | 28     | 0    | 4             | 0             | 0            | 0            | 6               | 0               | 38     | 0      |
| Celkem         | Celkem  | Celkem         | 48     | 1    | 10            | 1             | 2            | 0            | 8               | 0               | 68     | 2      |

## Ocenění

### Klubové

#### Leicester City
- FA Cup: 2020/21[11]